# Пожарный рукав
Пожарный рукав — гибкий рукав для транспортирования огнетушащих веществ, оборудованный пожарными соединительными головками.

## Конструкция
Пожарные рукава изготовляются из пропитанного специальным составом брезента или синтетической ткани и рассчитаны на рабочее давление не менее 1,0 МПа.

Для повышения водонепроницаемости, прочности и защиты от агрессивных сред (нефтепродуктов, кислот, высоких и низких температур) пожарные рукава могут иметь резиновое или полимерное покрытие изнутри и металлическое армирование (оплётку) или полимерное покрытие снаружи.

Для присоединения к пожарным устройствам (гидрантам, разветвлениям, гидроэлеваторам, пеногенераторам, пожарным стволам и т. д.) и соединения между собой (для подачи воды на расстояние, превышающее длину рукава) имеют стандартные металлические соединительные головки поворотного замыкания. Диаметры и конфигурация головок могут быть различными в разных странах и для разных типов пожарного оборудования. 
К примеру, в СССР ещё в 30-40-е годы прошлого века применялись несимметричные винтовые соединения, затем появились чугунные полугайки Ротта с тремя клыками, расположенными под 120° относительно друг друга, и пришедшие им на смену головки Богданова (алюминиевые и латунные) с двумя диаметрально расположенными клыками (захватами). В настоящее время применение полугаек Ротта запрещено, но в табеле положенности пожарных автоцистерн прописана переходная головка «Богданов — Ротт».
 Распространённые на Западе головки Шторца распространения в СССР не получили по ряду причин, в частности из-за того, что фиксирующие пазы и выступы на данном типе головок располагаются с внутренней стороны, что усложняет их производство, а при использовании в условиях низких температур может привести к заклиниванию головок вследствие обледенения изнутри.
 Все соединительные головки имеют в себе по одной фасонной резиновой уплотнительной прокладке. При совместном соединении двух соединительных головок между собой обе резиновые уплотнительные прокладки двух головок под давлением жидкости подпираются (распираются), тем самым герметизируется соединение. К тому же отсутствует возможность самопроизвольного рассоединения соединительных головок.
Соединительные всасывающие головки конструктивно отличаются от напорных в связи с тем, что напорный рукав работает под давлением, а всасывающий — под разрежением.

## Применение
По месту применения пожарные рукава разделяют на:
- всасывающие — как правило, жёсткие, применяемые для отбора воды из источника с помощью пожарного насоса; стандартная (для России) длина — 4 м, внутренний диаметр — 75, 100 или 125 мм.
- напорно-всасывающие — как правило, мягкие, применяемые для отбора воды из источника с помощью пожарного насоса; стандартная (для России) длина — 4 м, внутренний диаметр — 75, 100 или 125 мм.
- напорные — гибкие, применяемые для транспортировки воды под избыточным давлением; стандартная (для России) длина — 15, 18,5 или 20 м, внутренний диаметр (в зависимости от типа и материала) — 25, 38, 51, 66, 77, 89, 150 мм. Наиболее часто используются рукава диаметром 51, 66 и 77 мм.

Пожарные рукава являются обязательным противопожарным оборудованием общественных зданий, входят в комплект оборудования пожарных автомобилей, поездов и судов. Для удобства размещения и использования хранятся в свёрнутом виде (чаще всего — в бухтах или намотанными на катушки, реже — сложенными «гармошкой»). После применения пожарные рукава необходимо просушивать, а в течение срока службы периодически расправлять и проверять сохранение ими основных свойств — прочности и герметичности.